# Edge (magazine)
Pour les articles homonymes, voir Edge.
 (décembre 2018).
Si vous disposez d'ouvrages ou d'articles de référence ou si vous connaissez des sites web de qualité traitant du thème abordé ici, merci de compléter l'article en donnant les références utiles à sa vérifiabilité et en les liant à la section « Notes et références ».
Edge est un magazine multi-format de jeu vidéo publié par Future Publishing au Royaume-Uni. Il est connu pour ses rapports avec l'industrie du jeu vidéo, ses positions éditoriales intransigeantes (qui lui ont fréquemment créé des problèmes à obtenir les versions de démonstration de jeu vidéo avant leur sortie), pour décerner des récompenses annuelles, et par sa longévité. Le magazine est très strict dans ses évaluations ; et il a fallu un certain nombre d'années avant qu'un jeu ne se voit décerner la note de dix sur dix, et les notes qu'il accorde à des jeux considérés comme majeurs sont souvent controversées. En 2003, le magazine a célébré son dixième anniversaire.

## Historique
Le magazine a été lancé à l'origine par Steve Jarratt, un journaliste de jeu vidéo qui a entre autres aussi lancé d'autres magazines tels que Commodore Format, The Official UK PlayStation magazine ou encore T3 (Tomorrow's Technology Today). Le rédacteur en chef actuel est Tony Mott. Des contributeurs réguliers participent au magazine, et on peut citer notamment l'auteur de My Life In Orange : Tim Guest, l'ancien journaliste Gary Penn, et le fondateur de Digitiser : Mr Biffo (Paul Rose). Des chroniqueurs précédents on peut citer Steven Poole qui s'est retiré après la parution du numéro 148 (avril 2005), et Toshihiro Nagoshi de Amusement Vision, dont les colonnes ont été suspendues depuis le numéro 142 (novembre 2004). À l'occasion du centième numéro, les artworks de la couverture ont été spécialement fournis par Shigeru Miyamoto.
Le site Internet du magazine propose un forum populaire, qui a connu une longue interruption de trois ans. Le mal est désormais réparé : le forum a été réinclus lors de la refonte du site en 2005.
Un précurseur de ce genre de magazine fut ACE, qui s'est éteint depuis. Edge a pour principal concurrent Games™. Entre 1995 et 2002, certaines parties du contenu britannique éditorial de Edge furent publiées aux États-Unis sous le nom de Next Generation.

## Éditions internationales
Edge a eu droit à des éditions dans d'autres pays que le Royaume-Uni, reprenant une partie plus ou moins importante du contenu original :
- En Australie, il a été publié au début de l'année 2004 et pendant moins de 6 mois. Cette édition reprenait la majeure partie du contenu de l'édition anglaise, accompagnée d'actualités venant de l'industrie vidéoludique locale.
- Une édition brésilienne a vu le jour en mai 2009 et s'est éteinte en novembre 2010 après 18 numéros. Encore une fois, le contenu était principalement le même que celui de l'édition anglaise.
- Le magazine français Joypad propose une sélection d'articles issus du magazine Edge en supplément.
- Des éditions allemande, italienne et espagnole ont également existé.

## Note maximale
Les titres ayant reçu la note maximale de dix sur dix dans le magazine :
- Super Mario 64 (1996)
- Gran Turismo (1997)
- The Legend of Zelda: Ocarina of Time (1998)
- Halo: Combat Evolved (2001)
- Half-Life 2 (2004)
- Halo 3 (2007)
- Super Mario Galaxy (2007)
- Grand Theft Auto IV (2008)
- LittleBigPlanet (2008)
- Bayonetta (2009)
- Super Mario Galaxy 2[1] (2010)
- The Legend of Zelda: Skyward Sword (2011)
- The Last of Us (2013)
- Grand Theft Auto V (2013)
- Bayonetta 2 (2014)
- Bloodborne (2015)
- The Legend Of Zelda: Breath Of The Wild (2017)
- Super Mario Odyssey (2017)
- Dreams (2020)
- Immortality (2022)
- The Legend Of Zelda : Tears Of The Kingdom  (2023)
- Baldur's Gate 3 (2023)
- Clair Obscur: Expedition 33 (2025)

En décembre 2002, Edge a évalué rétroactivement trois autres jeux à la note maximale :
- Elite (1984)
- Super Mario Bros. (1985)
- Exile (1988)

Le numéro des vingt ans du magazine publié en août 2013 apporte la note maximale à sept jeux supplémentaires :
- GoldenEye 007 (1997)
- Advance Wars (2001)
- Resident Evil 4 (2005)
- Drop7 (2009)
- Red Dead Redemption (2010)
- Super Street Fighter IV (2010)
- Dark Souls (2011)